# Byzantina et Slavica Cracoviensia
Byzantina et Slavica Cracoviensia – seria wydawana od 1991 roku przez Zakład Historii Bizancjum Instytutu Historii Uniwersytetu Jagiellońskiego Uniwersytetu Jagiellońskiego i Zakład Historii Sztuki Bizantyńskiej Instytutu Historii Sztuki Uniwersytetu Jagiellońskiego. 

## Książki wydane w serii
- Paganism in the Later Roman Empire and in Byzantium, ed. by Maciej Salamon, Cracow: Towarzystwo Autorów i Wydawców Prac Naukowych "Universitas" 1991. Byzantina et Slavica Cracoviensia 1.
- Byzantina et Slavica Cracoviensia II, ed. Maciej Salamon, Anna Różycka-Bryzek, Cracow: Towarzystwo Autorów i Wydawców Prac Naukowych "Universitas" 1994.
- Byzantium and East Central Europe, ed. by Günter Prinzing and Maciej Salamon, with the assistance of Paul Stephenson, Cracow: "Historia Iagellonica" 2001. Byzantina et Slavica Cracoviensia 3.
- Stanisław Turlej, The chronicle of Monemvasia: the migration of the Slavs and church conflicts in the Byzantine source from the beginning of the 9th century, Cracow: "Historia Iagellonica" 2001. Byzantina et Slavica Cracoviensia 4.
- Byzantium, new peoples, new powers : the Byzantino-Slav contact zone, from the ninth to the fifteenth century, ed. by Miliana Kaimakamova, Maciej Salamon, Małgorzata Smorąg-Różycka, Cracow: Towarzystwo Wydawnicze "Historia Iagellonica" 2007. Byzantina et Slavica Cracoviensia 5.
- Rafał Kosiński, The Emperor Zeno: religion and politics, Cracow: Towarzystwo Wydawnicze "Historia Iagellonica" 2010. Byzantina et Slavica Cracoviensia 6.
- Divine men and women in the history and society of late hellenism, ed. by Maria Dzielska and Kamilla Twardowska, Cracow: Jagiellonian University Press 2013. Byzantina et Slavica Cracoviensia 7.
- Cultures in motion: studies in the medieval and early modern periods, ed. by Adam Izdebski and Damian Jasiński, Cracow: Jagiellonian University Press 2014. Byzantina et Slavica Cracoviensia 8.